# 佐々木雄三
佐々木 雄三（ささき ゆうぞう、1950年- ）は、日本の政治家。
元広島県宮島町長、現広島県廿日市市議会議員。

## 来歴
1973年、名城大学商学部を卒業後、宮島観光協会理事、宮島町商工会理事などを務めていたが、2003年8月3日に行われた任期満了に伴う町長選で、再選を目指す現職の小田和宣との選挙戦を制し初当選。焦点は合併問題であった、小田は日常生活圏が密接な廿日市市を、佐々木は原爆ドームと厳島神社の二つの世界遺産を抱えることで観光面での相乗効果が狙える広島市を、それぞれ合併相手に掲げていた。
広島市との合併を掲げていた佐々木が町長選に当選したこともあり、広島市との合併が濃厚と見られていたが2004年8月22日に行われた、合併相手を問う住民投票では廿日市市票917、広島市票711、無効票5。206票差で廿日市市が合併相手に決定した。
2005年11月3日、合併に伴い同日付で町長職を失職、その後廿日市市議会議員に当選した。
2019年、旭日中綬章受章。